# Billions
Billions is een Amerikaanse televisiedramaserie die op 17 januari 2016 voor het eerst werd uitgezonden op Showtime. Ze werd gecreëerd door Brian Koppelman, David Levien en Andrew Ross Sorkin met Paul Giamatti en Damian Lewis in de hoofdrollen. De serie speelt zich af in de wereld van machtspolitiek en haute finance in New York.
Billions werd licht gebaseerd op de activiteiten van Preet Bharara, officier van justitie van het zuidelijke district van New York, en zijn juridische gevechten met Steven A. Cohen van het hefboomfonds S.A.C. Capital Advisors. Het tweede seizoen werd licht gebaseerd op de manipulaties van Salomon Brothers in 1991 op de markt van de schatkistcertificaten, met inbegrip van de rol van CEO John Gutfreund en obligatiehandelaar Paul Mozer.
Er werden 7 seizoenen uitgezonden.

## Afleveringen
|                       | Seizoen 1  | Seizoen 2  | Seizoen 3  | Seizoen 4  | Seizoen 5  | Seizoen 6  | Seizoen 7  |
| --------------------- | ---------- | ---------- | ---------- | ---------- | ---------- | ---------- | ---------- |
| Aantal afleveringen   | 12         | 12         | 12         | 12         | 12         | 12         | 12         |
| Eerst uitgezonden op  | 17-01-2016 | 19-02-2017 | 25-03-2018 | 17-03-2019 | 03-05-2020 | 23-01-2022 | 13-08-2023 |
| Laatst uitgezonden op | 10-04-2016 | 07-05-2017 | 10-06-2018 | 09-06-2019 | 03-10-2021 | 10-04-2022 | 29-10-2023 |

## Rolverdeling
| Acteur / actrice   | Personage                     |
| ------------------ | ----------------------------- |
| Paul Giamatti      | Chuck Rhoades                 |
| Damian Lewis       | Bobby Axelrod                 |
| Toby Leonard Moore | Bryan Connerty                |
| Daniel K. Isaac    | Ben Kim                       |
| Maggie Siff        | Wendy Rhoades                 |
| David Costabile    | Mike 'Wags' Wagner            |
| Condola Rashad     | Kate Sacker                   |
| Kelly AuCoin       | 'Dollar' Bill Stearn          |
| Dan Soder          | Mafee                         |
| Malin Akerman      | Lara Axelrod                  |
| Jeffrey DeMunn     | Chuck Rhoades, Sr.            |
| Zina Wilde         | Helena                        |
| Asia Kate Dillon   | Taylor Mason                  |
| Kira Harris        | Donna                         |
| Glenn Fleshler     | Orrin Bach                    |
| Terry Kinney       | Hall                          |
| Stephen Kunken     | Ari Spyros                    |
| Ilfenesh Hadera    | Deb Kawi                      |
| Chris Carfizzi     | Rudy                          |
| Benjamin Shenkman  | Ira Schirmer                  |
| Nathan Darrow      | Mick Danzig                   |
| Nina Arianda       | Rebecca Cantu                 |
| John Malkovich     | Grigor Andolov                |
| Samantha Mathis    | Sara Hammon                   |
| Corey Stoll        | Michael Thomas Aquinas Prince |